# Judaskuss (Ansacq)

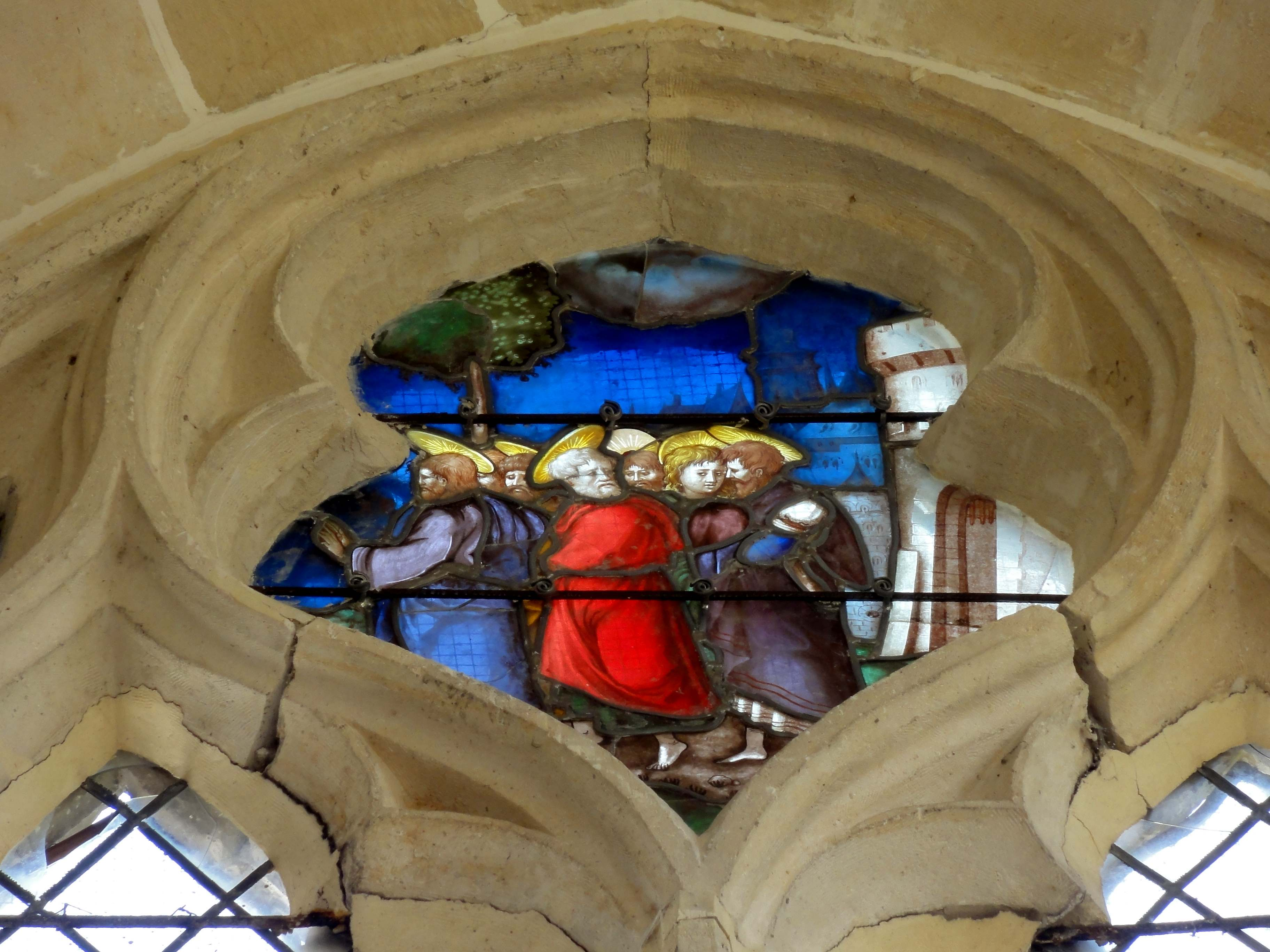
Judaskuss in Ansacq

Das Bleiglasfenster mit der Darstellung des Judaskusses in der katholischen Kirche St-Lucien in Ansacq, einer französischen Gemeinde im Département Oise in der Region Hauts-de-France, wurde im 16. Jahrhundert geschaffen. Im Jahr 1982 wurde die Scheibe als Monument historique in die Liste der geschützten Objekte (Base Palissy) in Frankreich aufgenommen.
Die Scheibe im Maßwerk des Fensters Nr. 4 ist das einzige erhaltene Fragment eines größeren Fensters. Sie wurde in einer unbekannten Werkstatt geschaffen.
Jesus wird umgeben von seinen Jüngern dargestellt, wobei Judas sich ihm zu einem Kuss nähert. Der Kuss war das verabredete Erkennungszeichen für die ausgesandten Soldaten, die Jesus verhaften sollten.